# Eriopezia
Eriopezia is een geslacht van schimmels behorend tot de familie Arachnopezizaceae. 

## Soorten
Volgens Index Fungorum telt het geslacht 20 soorten (peildatum maart 2022):
| Soortnaam                                    | Auteur(s)                 | Publicatiejaar |
| -------------------------------------------- | ------------------------- | -------------- |
| Eriopezia albolateritia                      | Rehm                      | 1910           |
| Eriopezia caesia (Krentenpapspinragschijfje) | (Pers.) Rehm              | 1892           |
| Eriopezia capillaris                         | Velen.                    | 1934           |
| Eriopezia caricina                           | Velen.                    | 1939           |
| Eriopezia carpinacea                         | Velen.                    | 1947           |
| Eriopezia corni                              | (Fuckel) Sacc. & D. Sacc. | 1906           |
| Eriopezia cupularum                          | Velen.                    | 1934           |
| Eriopezia globulifera                        | Velen.                    | 1934           |
| Eriopezia glomerata                          | Velen.                    | 1947           |
| Eriopezia loti                               | Velen.                    | 1939           |
| Eriopezia lupini                             | Velen.                    | 1934           |
| Eriopezia microscopica                       | Velen.                    | 1934           |
| Eriopezia nectrioidea                        | Henn.                     | 1902           |
| Eriopezia peculiaris                         | Velen.                    | 1934           |
| Eriopezia picea                              | Velen.                    | 1934           |
| Eriopezia polytrichi                         | Velen.                    | 1934           |
| Eriopezia prolifica                          | (Ellis) Sacc. & D. Sacc.  | 1906           |
| Eriopezia rosarum                            | Velen.                    | 1947           |
| Eriopezia roseolotincta                      | Svrček                    | 1958           |
| Eriopezia tentaculifera                      | Velen.                    | 1934           |